# Dysdera punctocretica
Dysdera punctocretica es una especie de arañas araneomorfas de la familia Dysderidae.

## Distribución geográfica
Es endémica de la isla de Corfú (Grecia).